# Philippe Thys
Philippe Thys (8. oktober 1890 – 16. januar 1971) var en belgisk cykelrytter og tredobbelt vinder af Tour de France.
Han blev født i Bruxelles og vandt i 1910 det første belgiske mesterskab i cykelcross. Senere fulgte sejr i Tour de France i 1913 og 1914. De følgende fem år blev løbet ikke kørt på grund af 1. verdenskrig, men i 1920 vendte Thys tilbage og vandt.
Dermed slog han Lucien Petit-Bretons hidtidige rekord på to sejre. Først i 1955 tangerede Louison Bobet Thys' rekord, inden Jacques Anquetil i 1963 slog den med sin fjerde sejr. 
Da han adskillige år efter at have stoppet karrieren blev spurgt om sine minder, fortalte Thys, at han af sin manager, Alphonse Bauge, var blevet bedt om at bære en gul trøje, så han kunne identificeres som løbets førende rytter. Hans fortælling er så detaljeret, at Tour de France-organisationen har sagt, at den er svær at afvise, selvom franskmanden Eugène Christophe normalt betragtes som værende den første rytter, der – flere år senere – bar den gule trøje. 
Tourens egen historiker, Jacques Augendre, sagde, at Thys var en intelligent og tankefuld mand, som aldrig pralede eller fantaserede, og at hans minder burde respekteres som muligvis sande, selvom man ikke har nogen avishistorier til at bekræfte dem.
I 1917 vandt han Paris-Tours og Lombardiet Rundt. I 1918 vandt han den anden og sidste udgave af Tours-Paris (i 1917 og 1918 blev der både holdt et Paris-Tours og et omvendt Tours-Paris).